# Bilbeis
Bilbeis (arabisch بلبيس, DMG Bilbais, koptisch Phelbs) ist eine alte Festungsstadt am Ostrand des südlichen Nildeltas im ägyptischen Gouvernement asch-Scharqiyya. Sie ist eine der ältesten und historisch wichtigsten Städte in Ägypten. Im Laufe der Jahrhunderte hatte sie eine große Bedeutung; sie galt schon in der Frühzeit als östliches Tor nach Ägypten und als Grenzübergang für die dortigen Auswanderer. Belbeis war einer der Hauptsitze der Hyksos und war lang der Sitz vieler Herrscher des alten Ägypten, einschließlich Ramses I. und Ramses II. Bilbeis wurde die siebte Hauptstadt genannt. Sie war die Hauptstadt des Gouvernements asch-Scharqiyya, bevor Muhammad Ali Pascha 1833 die Hauptstadt von Belbeis nach Zagazig verlegte.
In der römischen Provinz Augustamnica war der Ort Sitz einer Diözese.
In der Fatimidenzeit wurde Bilbeis mehrmals belagert. Zur ersten Belagerung kam es 1164, als die vereinten Truppen von Schawar und dem Kreuzfahrerkönig Amalrich I. von Jerusalem drei Monate lang die Stadt unter dem Wesir Schirkuh angriffen. Am 4. November 1168 wurde die Stadt, wiederum durch Amalrichs Soldaten, nach dreitägiger Belagerung eingenommen, und sämtliche Bewohner wurden hingemetzelt. Dies erzürnte die Kopten, die die Kreuzritter als Befreier angesehen hatten, jedoch nicht besser als die dortigen Muslime behandelt wurden.
1798 wurden die Befestigungsanlagen auf Befehl Napoleons wieder aufgebaut.
Das Agrarunternehmen SEKEM von Ibrahim Abouleish und die Egyptian Air Academy haben ihren Sitz in Bilbeis.

## Persönlichkeiten
- Zakariyya al-Ansari (1421–1520), führender islamischer Gelehrter des 15. Jahrhunderts
- Abu al-Hasan al-Hufi (968–1038), Imam und Gelehrter in der Ära des Fatimidenstaates
- Suleiman al-Jawsaki (18. Jahrhundert-1798), Anführer des Widerstands und ägyptischer al-Azhar-Gelehrter
- Ahmed al-Hamalawy (1856–1928), ägyptischer Linguist
- ʿAbd al-Halīm Mahmūd (1910–1978), ägyptischer Sufi-Gelehrter des Schadhiliyya-Ordens, der seit Ende der 1960er Jahre eine wichtige Rolle in dem islamischen Diskurs über die Anwendung der Scharia spielte und von 1973 bis 1978 das Amt des Scheich der Azhar bekleidete
- Magdi Yacoub (* 1935), ägyptisch-britischer Chirurg für Thorax- und Kardiovaskularchirurgie
- Muhammad Mahmoud Alwan (1912–1970), Sufi-Scheich als Nachfolger von Sayyid Ahmed Al-Sawy Al-Omrani
- Emad Moteab (* 1983), ägyptischer Fußballspieler, der momentan bei al Ahly Kairo in der Egyptian Premier League spielt
- Mohamed Sabry (* 1974), ägyptischer Fußballspieler, der für Zamalek, Kazma und Al-Ittihad Al-Sakndary spielte
- Safwat al-Shawadfi (1955–2000), Vizepräsident von der Gruppe Ansar al-Sunna Muhammadiyah in Ägypten und ehemaliger Chefredakteur der Zeitschrift al-Tawhid
- Muhammad Safwat Nour al-Din (1943–2002), sechster Generalpräsident der Ansar al-Sunna Muhammadiyah-Gruppe in Ägypten und einer ihrer prominentesten Denker und Theoretiker.